# Oxfordská apokalypsa
Oxfordská apokalypsa je středověký iluminovaný rukopis anglické provenience se zřetelným vlivem francouzské malířské školy. Vznikl okolo roku 1270 na objednávku tehdy ještě budoucího krále Eduarda I. a jeho choti a nebyl dokončen. Miniatury biblické Apokalypsy, kterých je celkem 97, jsou vždy přes polovinu stránky a doprovází latinský text Zjevení svatého Jana a Nový zákon. Díky své nedokončenosti nabízí možnost podívat se na proces tvorby iluminací.